# Чисто нови момчета
„Чисто нови момчета“ е български телевизионен игрален филм от 1989 година на режисьора Васил Мирчев, по сценарий на Дончо Цончев.

## Сюжет
Един нечестен спрямо другите човек помага на друг, за да остане той честен пред съвестта си. А това е много...
Филмът показва кухнята за правене на филми - как става писането на сценарии, как човек трябва да си превива гръбнака, за да може да постигне нещо, за пречките, които непрекъснато се изправят пред него .

## Актьорски състав
| Роля | Изпълнител        |
| ---- | ----------------- |
|      | Досьо Досев       |
|      | Даниел Цочев      |
|      | Емануела Шкодрева |
|      | Кольо Дончев      |

## Фестивал
- Участва на XVII международен телевизионен фестивал „Златната ракла“ (Пловдив, 1989)